# Enrico II di Guisa
(Vox populi napoletana)
Enrico II di Guisa (Parigi, 4 aprile 1614 – Parigi, 2 giugno 1664) è stato un arcivescovo francese; secondo figlio di Carlo I di Guisa e di Enrichetta Caterina di Joyeuse, fu arcivescovo di Reims dal 1629 al 1640, poi Duca di Guisa dal 1640 al 1664, principe di Joinville dal 1640 al 1641 e conte d'Eu dal 1640 al 1657. Guidò come doge per sei mesi la Reale Repubblica di Napoli, nata a valle della rivolta di Masaniello del 1647.

## Biografia
Destinato alla carriera ecclesiastica, divenne arcivescovo di Reims all'età di 15 anni, ma la morte nello stesso anno del padre e del fratello maggiore, lo costrinsero a chiedere (e ottenere) la dispensa dai voti per poter diventare duca di Guisa.
Nel 1639 sposò in prime nozze la cugina Anna Maria Gonzaga (1616 – 1684), figlia di Carlo I di Gonzaga-Nevers. Si narra che la futura moglie, per potersi unire a lui, abbandonò il tetto paterno travestita da uomo. Il matrimonio fu annullato nel 1641 e nel medesimo anno Enrico sposò Onorina di Grimberghe († 1679) dalla quale poi si separò due anni dopo. Dai due matrimoni non nacque nessun figlio.
Cospirò contro il cardinale Richelieu con Luigi di Borbone, conte di Soissons e combatté a fianco di quest'ultimo la battaglia della Marfée (6 luglio 1641, nei pressi di Sedan), nella quale Luigi di Borbone-Soissons si uccise per errore. Per la sua condotta fu condannato a morte ed ebbe i suoi beni confiscati, riuscì a sfuggire alla pena scampando nelle Fiandre. Perdonato dal re, tornò in Francia nel 1643 e recuperò il ducato di Guisa, mentre la madre riceveva quello di Joinville.
Nel 1647, scese in Italia con un suo esercito, con pretese sulla corona di Napoli, e pose il suo campo a Giugliano con circa 5000 soldati.
Rinnovando le pretese della sua famiglia sul Regno di Napoli, governò per sei mesi la cosiddetta Reale Repubblica di Napoli sotto protettorato francese, nata dopo la rivolta di Masaniello del 1647, ma il mancato appoggio da parte del cardinale Mazarino, nonché i suoi errori diplomatici, gli impedirono di mantenere il potere.
Già all'inizio del suo governo, Gennaro Annese gli delegò soltanto il comando militare, con i medesimi poteri con cui "il Serenissimo Principe d'Orange difende la Repubblica e Stati populari d'Olanda". Questa formula limitava al massimo l'azione del Guisa che peraltro, nel giuramento di fedeltà alla repubblica - prestato solennemente nel Duomo di Napoli alla presenza del cardinale Ascanio Filomarino (17 novembre 1647) - s'era obbligato ad abbandonare la carica "sempre che riceverà ordini da detta Serenissima Repubblica". Già pochi giorni dopo l'insediamento, Antonio Basso gli aveva dovuto ricordare, presumibilmente con toni non del tutto amichevoli, che il suo compito era quello di fondare la repubblica e creare il senato, e null'altro.
Questa prospettiva era inaccettabile per il francese che per sopravvivere politicamente doveva saldare le aspettative del popolo con quelle dei nobili. Un mese dopo il giuramento, Enrico II di Guisa fece un altro errore che lo allontanò dai repubblicani e dai popolari: si proclamò Duce della Serenissima Real Repubblica. Lo scontro finale giunse quando il Guisa tentò di esautorare la Consulta, ossia il "covo" del pensiero repubblicano, mettendogli contro i capitani delle Ottine, che diceva di considerare "senatori appresso al duca".
Tra i repubblicani più intransigenti c'era Antonio Basso, che nel corso di un'accesa riunione nel convento domenicano di San Severo affrontò il Guisa accusandolo di tirannide e ingiungendogli di avviare le procedure per l'elezione del senato. Il duca gli replicò sostenendo che la cosa era intempestiva senza l'autorizzazione del Papa e l'intervento della nobiltà. Era inoltre da stabilirsi il numero dei senatori, quanti di loro dovessero rappresentare la capitale e quanti le province.
Erano problemi che richiedevano l'ausilio di un'apposita assemblea costituente, ma erano anche uno stratagemma del Guisa per temporeggiare ulteriormente. Antonio Basso ripiegò allora sulla creazione di un senato provvisorio da eleggersi nell'ambito della Consulta che, a suo dire, rappresentava già il "corpo del Senato". Nel frattempo però i capitani delle Ottine potevano fungere da vice senatori.
L'esplodere della rivolta in tutto il viceregno, e l'irruzione delle truppe spagnole attraverso il varco della "Porta dell'Oglio" il 5 aprile 1648 segnarono la fine delle velleità dei Francesi su Napoli. Il Guisa fuggì per i Camaldoli. poi a Marano, attraversò Aversa per Santa Maria di Capua, ma il capitano Luigi Poderico, saputo della fuga, lo inseguì e lo fece prigioniero nei pressi di Morrone, mentre voleva raggiungere lo Stato della Chiesa. Non fu neanche disarmato e con tutti i riguardi portato a Capua e poi a Gaeta. Ben provvisto di cuochi e di servitori, era alloggiato in "tre stanze grandi, in una delle quali assai capace si spassava al giuoco della Racchetta".
Dopo qualche tempo fu trasferito in Spagna, dove rimase detenuto dal 1648 al 1652. Una volta liberato tentò una seconda campagna per la riconquista di Napoli, ma subì uno scacco anche a causa dell'intervento di una flotta inglese al comando dell'ammiraglio Robert Blake. Si installò definitivamente a Parigi come Gran Ciambellano di Luigi XIV e vi finì i suoi giorni.
Enrico II di Guisa è stato indicato fra le possibili identità della famosa Maschera di Ferro.

## Ascendenza
|                                       |                             |                                        | Genitori                                 |  |  | Nonni |  |  | Bisnonni                |  |  | Trisnonni              |  |
|                                       |                             |                                        |                                          |  |  |       |  |  | 8. Francesco I di Guisa |  |  | 16. Claudio I di Guisa |  |
|                                       |                             |                                        |                                          |  |  |       |  |  | 8. Francesco I di Guisa |  |  | 16. Claudio I di Guisa |  |
|                                       |                             | 17. Antonia di Borbone-Vendôme         |                                          |  |  |       |  |  | 8. Francesco I di Guisa |  |  |                        |  |
| 4. Enrico di Guisa                    |                             |                                        |                                          |  |  |       |  |  | 8. Francesco I di Guisa |  |  |                        |  |
|                                       |                             | 9. Anna d'Este                         | 18. Ercole II d'Este                     |  |  |       |  |  |                         |  |  |                        |  |
|                                       |                             | 9. Anna d'Este                         | 18. Ercole II d'Este                     |  |  |       |  |  |                         |  |  |                        |  |
|                                       |                             | 9. Anna d'Este                         | 19. Renata di Francia                    |  |  |       |  |  |                         |  |  |                        |  |
| 2. Carlo I di Guisa                   |                             | 9. Anna d'Este                         |                                          |  |  |       |  |  |                         |  |  |                        |  |
|                                       |                             | 10. Francesco I di Nevers              | 20. Carlo II di Cleves Nevers            |  |  |       |  |  |                         |  |  |                        |  |
|                                       |                             | 10. Francesco I di Nevers              | 20. Carlo II di Cleves Nevers            |  |  |       |  |  |                         |  |  |                        |  |
|                                       |                             | 10. Francesco I di Nevers              | 21. Maria di Albret                      |  |  |       |  |  |                         |  |  |                        |  |
| 5. Caterina di Clèves                 |                             | 10. Francesco I di Nevers              |                                          |  |  |       |  |  |                         |  |  |                        |  |
|                                       |                             | 11. Margherita di Vendôme              | 22. Carlo IV di Borbone-Vendôme          |  |  |       |  |  |                         |  |  |                        |  |
|                                       |                             | 11. Margherita di Vendôme              | 22. Carlo IV di Borbone-Vendôme          |  |  |       |  |  |                         |  |  |                        |  |
|                                       |                             | 11. Margherita di Vendôme              | 23. Francesca d'Alençon                  |  |  |       |  |  |                         |  |  |                        |  |
| 1. Enrico II di Guisa                 |                             | 11. Margherita di Vendôme              |                                          |  |  |       |  |  |                         |  |  |                        |  |
|                                       | 12. Guglielmo II di Joyeuse | 24. Giovanni de Joyeuse                |                                          |  |  |       |  |  |                         |  |  |                        |  |
|                                       | 12. Guglielmo II di Joyeuse | 24. Giovanni de Joyeuse                |                                          |  |  |       |  |  |                         |  |  |                        |  |
|                                       | 12. Guglielmo II di Joyeuse | 25. Francesca de Voisins               |                                          |  |  |       |  |  |                         |  |  |                        |  |
| 6. Enrico di Joyeuse                  | 12. Guglielmo II di Joyeuse |                                        |                                          |  |  |       |  |  |                         |  |  |                        |  |
|                                       |                             | 13. Maria de Batarnay du Bouchage      | 26. Renato de Batarnay du Bouchage       |  |  |       |  |  |                         |  |  |                        |  |
|                                       |                             | 13. Maria de Batarnay du Bouchage      | 26. Renato de Batarnay du Bouchage       |  |  |       |  |  |                         |  |  |                        |  |
|                                       |                             | 13. Maria de Batarnay du Bouchage      | 27. Isabella di Savoia                   |  |  |       |  |  |                         |  |  |                        |  |
| 3. Enrichetta Caterina di Joyeuse     |                             | 13. Maria de Batarnay du Bouchage      |                                          |  |  |       |  |  |                         |  |  |                        |  |
|                                       |                             | 14. Giovanni de Nogaret de la Vallette | 28. Pietro de Nogaret de la Vallette     |  |  |       |  |  |                         |  |  |                        |  |
|                                       |                             | 14. Giovanni de Nogaret de la Vallette | 28. Pietro de Nogaret de la Vallette     |  |  |       |  |  |                         |  |  |                        |  |
|                                       |                             | 14. Giovanni de Nogaret de la Vallette | 29. Margherita de l'Isle de Saint-Aignan |  |  |       |  |  |                         |  |  |                        |  |
| 7. Caterina de Nogaret de la Vallette |                             | 14. Giovanni de Nogaret de la Vallette |                                          |  |  |       |  |  |                         |  |  |                        |  |
|                                       |                             | 15. Giovanna de Saint Lary             | 30. Peroton de Saint Lary                |  |  |       |  |  |                         |  |  |                        |  |
|                                       |                             | 15. Giovanna de Saint Lary             | 30. Peroton de Saint Lary                |  |  |       |  |  |                         |  |  |                        |  |
|                                       |                             | 15. Giovanna de Saint Lary             | 31. Margherita d'Orbessan                |  |  |       |  |  |                         |  |  |                        |  |
|                                       |                             | 15. Giovanna de Saint Lary             |                                          |  |  |       |  |  |                         |  |  |                        |  |